# Robert J. Barnett
Robert J. Barnett, ook wel Robbie Barnett (Londen, 1953) is een Brits tibetoloog en journalist. Zijn belangrijkste interessegebieden zijn Tibetaanse film, televisie en Hedendaagse Tibetaanse kunst.

## Studie
Barnett studeerde aan de Universiteit van Cambridge in Cambridge. Hij behaalde een doctorsgraad.

## Loopbaan
Robert Barnett is als hoogleraar verbonden aan de Columbia-universiteit in New York. Voor deze universiteit is hij directeur van het programma voor moderne Tibetaanse studies van het Weatherhead East Asian Institute en verbonden onderzoekswetenschapper in Internationale en Publieke Kwesties.
Robert Barnett schreef boeken over modern Tibet en hij bewerkte heel veel boeken. Hij schreef het voorwoord voor bijvoorbeeld het boek van Tsoltim Ngima Shakabpa (zoon van Wangchug Deden Shakabpa) met de titel Voice of Tibet.
Van 1987 tot 1998 was hij directeur van het Tibet Information Network, een onafhankelijke nieuws- en onderzoeksgroep in Londen. Hij werkte als journalist voor de South China Morning Post (Hongkong), de BBC, The Observer, The Independent, The Wall Street Journal en andere nieuwskanalen.
Sinds 2001 runt hij een jaarlijks zomerprogramma Tibetaanse taal voor studenten uit de Verenigde Staten en andere landen aan de Tibet-universiteit in Lhasa, waar hij doceerde in 2001.
Hij is onder meer te zien in de documentaire Tibet: 50 Years After the Fall uit 2009 van het regisseursduo Ritu Sarin en Tenzin Sönam.